# 日本橋茅場町
日本橋茅場町（にほんばしかやばちょう）は、東京都中央区の地名で、旧日本橋区に当たる日本橋地域内である。現行行政地名は日本橋茅場町一丁目から日本橋茅場町三丁目。住居表示実施済区域。

## 概要
オフィス・証券会社、フォワーダーが多く所在するビジネス街として知られる。
中央区が定める正式な英語ローマ字表記は Nihonbashi-kayabacho である。

## 地理
日本橋地域の南端に位置する。
河川・橋
- 日本橋川
  - 鎧橋
  - 茅場橋
- 亀島川
  - 霊岸橋
  - 新亀島橋

## 歴史
旧来は南茅場町と呼ばれた町で、江戸城が築城された当時は茅が生い茂る草原で、屋根葺の材料となるカヤで商いをする商人が住んでいた場所と伝えられている。
江戸時代の儒学者・荻生徂徠は茅場町に居を構え、当地の名前にちなんだ私塾・蘐園塾 （「蘐」も「茅」も「かや」と訓読される）を開いた。徂徠の学派は蘐園学派と呼ばれる。

## 世帯数と人口
2025年（令和7年）4月1日現在（中央区発表）の世帯数と人口は以下の通りである。
| 丁目               | 世帯数  | 人口    |
| ------------------ | ------- | ------- |
| 日本橋茅場町一丁目 | 28世帯  | 39人    |
| 日本橋茅場町二丁目 | 441世帯 | 619人   |
| 日本橋茅場町三丁目 | 439世帯 | 689人   |
| 計                 | 908世帯 | 1,347人 |

### 人口の変遷
国勢調査による人口の推移。
| 年                 | 人口  |
| ------------------ | ----- |
| 1995年（平成7年）  | 615   |
| 2000年（平成12年） | 548   |
| 2005年（平成17年） | 724   |
| 2010年（平成22年） | 1,012 |
| 2015年（平成27年） | 1,065 |
| 2020年（令和2年）  | 1,292 |

### 世帯数の変遷
国勢調査による世帯数の推移。
| 年                 | 世帯数 |
| ------------------ | ------ |
| 1995年（平成7年）  | 229    |
| 2000年（平成12年） | 251    |
| 2005年（平成17年） | 415    |
| 2010年（平成22年） | 656    |
| 2015年（平成27年） | 674    |
| 2020年（令和2年）  | 842    |

## 学区
区立小・中学校に通う場合、学区は以下の通りとなる（2025年4月現在）。
- 区域 : 一丁目、二丁目、三丁目　各全域
  - 小学校 : 中央区立阪本小学校
  - 中学校 : 中央区立日本橋中学校

## 事業所
2021年（令和3年）現在の経済センサス調査による事業所数と従業員数は以下の通りである。
| 丁目               | 事業所数    | 従業員数 |
| ------------------ | ----------- | -------- |
| 日本橋茅場町一丁目 | 333事業所   | 12,620人 |
| 日本橋茅場町二丁目 | 443事業所   | 6,434人  |
| 日本橋茅場町三丁目 | 233事業所   | 2,914人  |
| 計                 | 1,009事業所 | 21,968人 |

### 事業者数の変遷
経済センサスによる事業所数の推移。
| 年                 | 事業者数 |
| ------------------ | -------- |
| 2016年（平成28年） | 1,179    |
| 2021年（令和3年）  | 1,009    |

### 従業員数の変遷
経済センサスによる従業員数の推移。
| 年                 | 従業員数 |
| ------------------ | -------- |
| 2016年（平成28年） | 20,814   |
| 2021年（令和3年）  | 21,968   |

### 主な企業
- 花王 本社
- カネボウ化粧品 本社
- 日本証券金融 本社
- 日証金信託銀行 本店
- ヒゲタ醤油 本社
- ハナマルキ本社事務所
- 田中貴金属工業本社
- プレナス茅場町オフィス

## 地域
公園
- 茅場橋南児童遊園
- 新亀島橋北西児童遊園
- 新亀島橋南西児童遊園

## 観光
名所・史跡
- 日枝神社日本橋摂社
- 其角住居跡
- 地図御用所跡（伊能忠敬住居跡）

## 交通
鉄道
- 東京地下鉄茅場町駅（○日比谷線、○東西線）

バス
- 都営バス錦11 茅場町（築地駅前行）- 錦糸町駅前行は日本橋兜町に設けられている。
- 都営バス東20 茅場町
- 都営バス東22 茅場町
- 都営バス東22乙 茅場町 - 平日のみの運行。

道路
- 東京都道・千葉県道10号東京浦安線（永代通り）
- 東京都道・千葉県道50号東京市川線（新大橋通り）
- 平成通り
- すずらん通り

## その他

### 日本郵便
- 郵便番号 : 103-0025[3]（集配局 : にほんばし蔵前郵便局[16]）。

### 管轄等
- 中央警察署 - 同町周辺の管轄に当たる（所在地：日本橋兜町）。
- 日本橋消防署 - 同町周辺の管轄に当たる（所在地：日本橋兜町）。